# Hyperolius houyi
Hyperolius houyi là một loài ếch thuộc họ Hyperoliidae, được Ahl phân loại vào năm 1925. Chúng là loài đặc hữu của Tchad.
Môi trường sống tự nhiên của chúng là sông ngòi, đầm nước ngọt, và đầm nước ngọt có nước theo mùa.